# Jiaoziya (köpinghuvudort i Kina, Hunan Sheng, lat 29,29, long 110,32)
Jiaoziya (kinesiska: 教字垭镇, 教字垭) är en köpinghuvudort i Kina. Den ligger i provinsen Hunan, i den södra delen av landet, omkring 290 kilometer nordväst om provinshuvudstaden Changsha. Antalet invånare är 21 390. Befolkningen består av 10 161 kvinnor och 11 229 män. Barn under 15 år utgör 20,0 %, vuxna 15-64 år 67 %, och äldre över 65 år 11,0 %.
Runt Jiaoziya är det ganska tätbefolkat, med 199 invånare per kvadratkilometer. Närmaste större samhälle är Yinjiaxi, 18,8 km sydost om Jiaoziya. I omgivningarna runt Jiaoziya växer huvudsakligen savannskog.
Genomsnittlig årsnederbörd är 1 738 millimeter. Den regnigaste månaden är september, med i genomsnitt 307 mm nederbörd, och den torraste är december, med 21 mm nederbörd.